# إيبونا
هذه الصفحة تتحدث عن الربة الرومانية، أما عن الشخصية في لعبة أسطورة زيلدا أنظر: إيبونا (ذا ليجند أوف زيلدا)

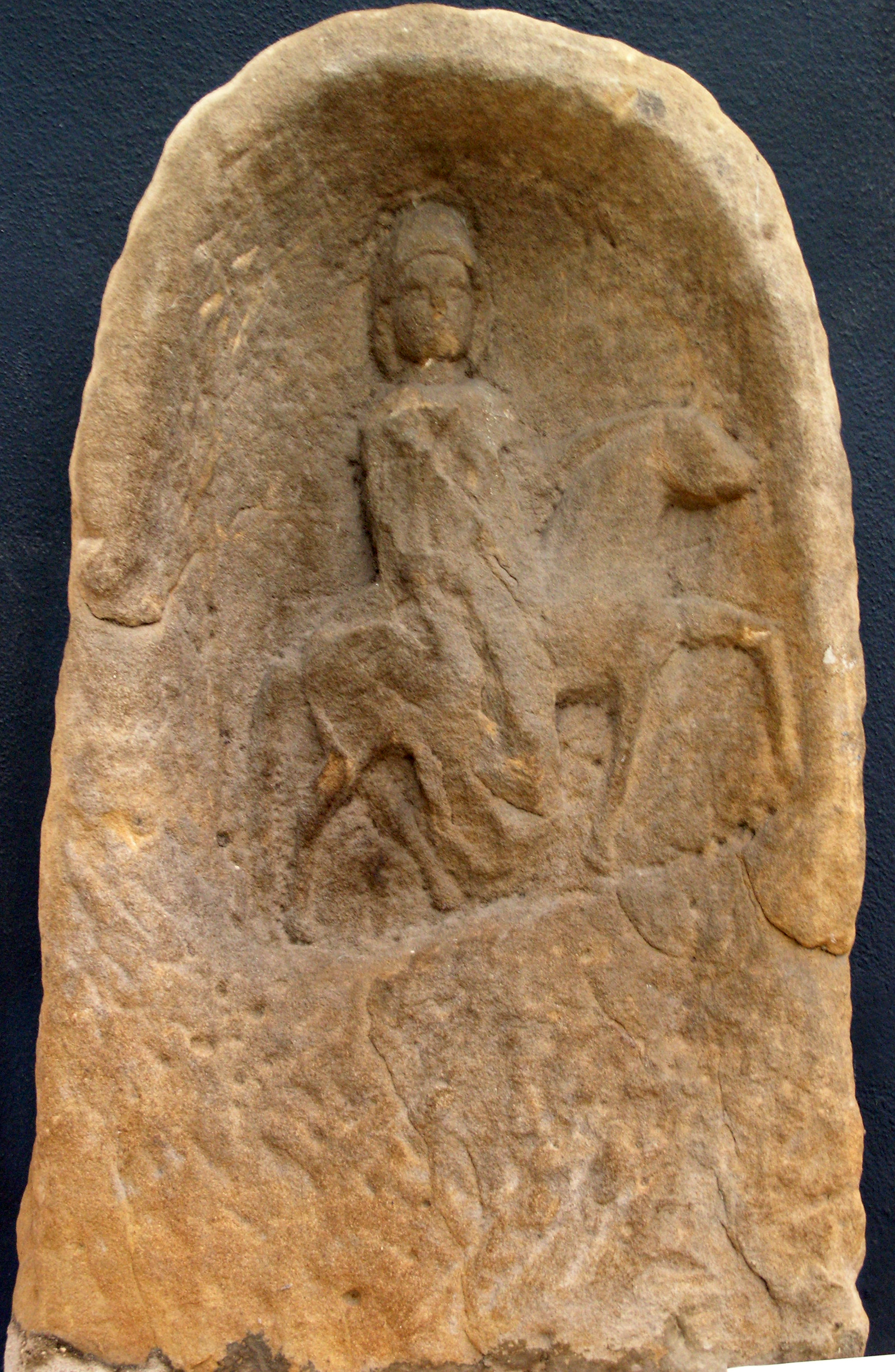
إيبونا في منحوتة موجودة في متحف لورين في نانسي

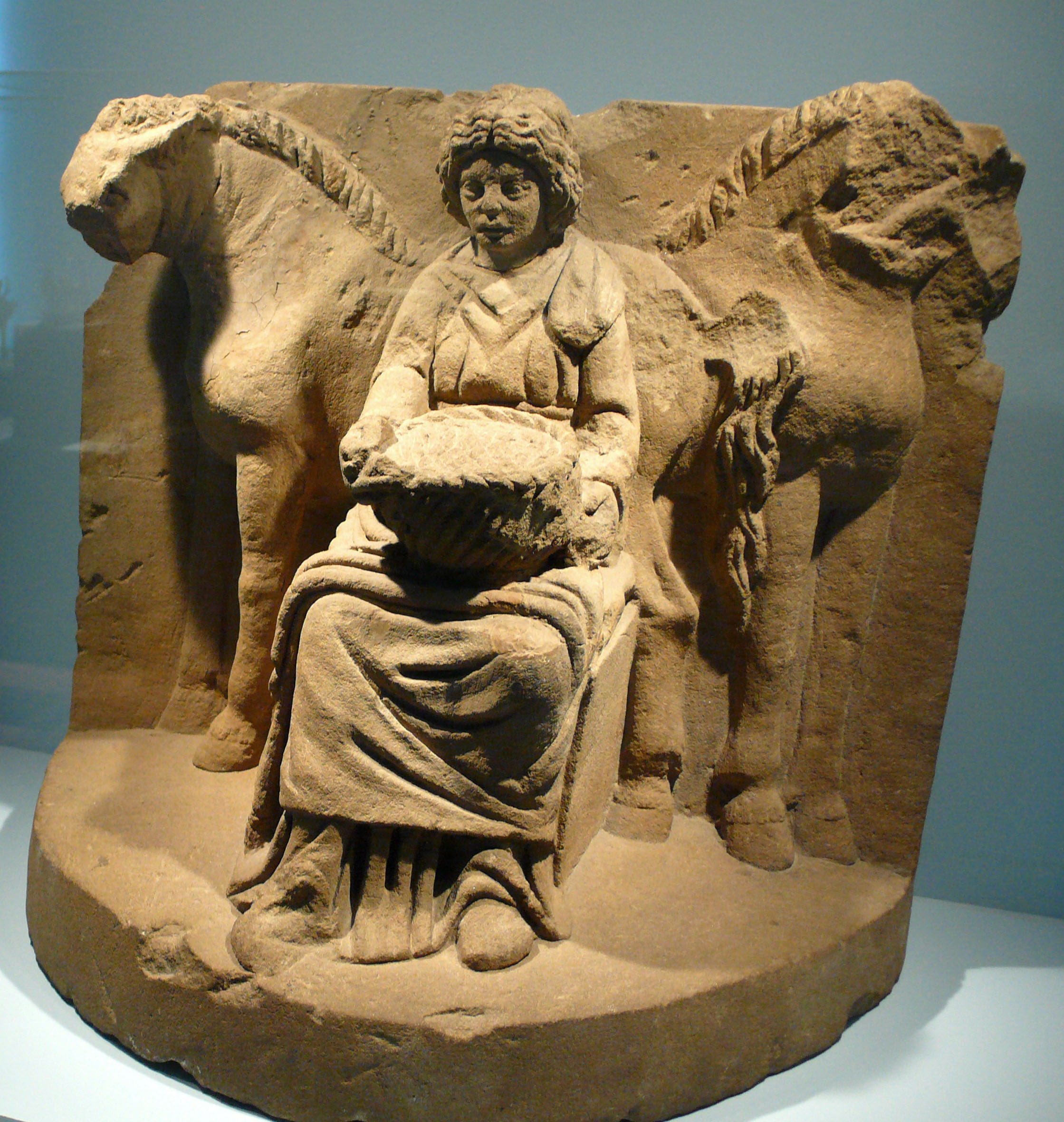
تمثال إيبونا في متحف كونغن في ألمانيا

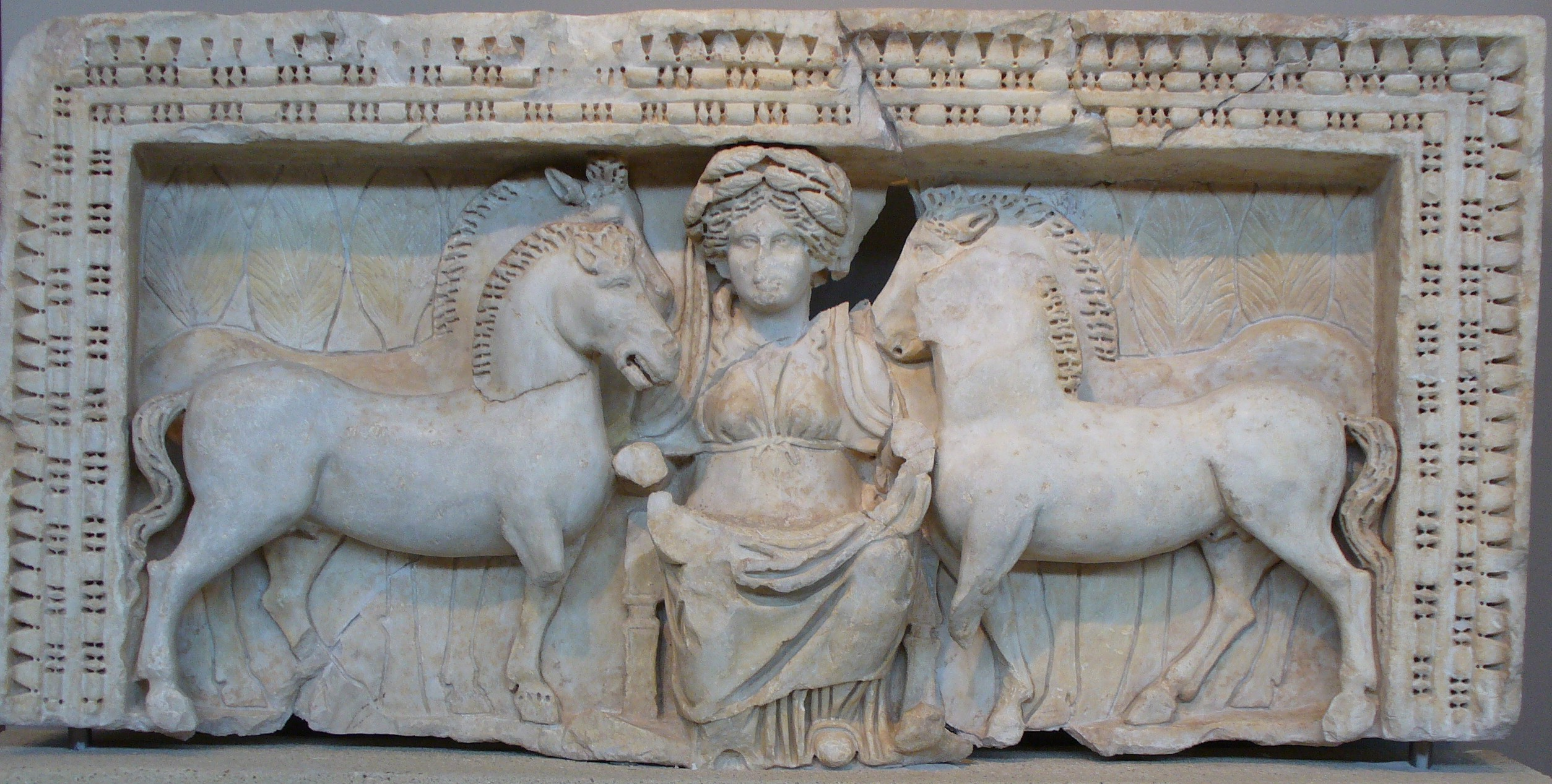
منحوتة لإيبونا في مقدونيا الرومانية

إيبونا هي ربة الخيول والحمير والبغال في الميثولوجيا الرومانية، وقد عبدها الرومان رغم أنها كانت من أصل أجنبي ويحتمل أن تكون قد أتت من بلاد الغال. وأكثرية الصور والنقوش التي تحمل اسمها وجدت في بلاد الغال وجرمانية وبلدان الدانوب؛ وأغلب تماثيلها القليلة الموجودة في روما عثر عليها من ثكنات خيالة الإمبراطور الشخصيين (باللاتينية: Equiles singulares)، وهي فرقة من الحرس الشخصيين الأجانب الذين تم تجنيد أغلبهم من الباتافيين. ولا يظهر اسمها في قائمة ترتليان في كتاب الآلهة الأصلية، وينظر يوفينال إلى عبادتها بنظرة سلبية أمام طقوس نوما القديمة. ولم يظهر أن عبادتها أدخلت قبل العصر الإمبراطوري، حيث كانت قبلها تدعى أوغوستا وكانت ترسل لها الدعوات نيابة عن الإمبراطور والبيت الإمبراطوري.
كانت وظيفتها الأساسية هي أن تحفظ حيوانات الأحمال وأن ترزقهم بالغذاء الكافي وتحميها من الحوادث والأرواح الشريرة. وساد الاعتقاد في البلدان التي انتشرت بها عبادة إيبونا أن كائنات شريرة اعتادت على رمي سحرها على الإسطبلات خلال الليل. واعتاد الرومان على تزيين صورة هذه الربة وتتويجها بالأزهار في المناسبات الاحتفالية، ويتم وضعها في مزار على عتبة في الإسطبلات.
وعادة ما تصور في الفن وهي جالسة ويدها على رأس حصان أو أي حيوان يرافقها.